# Етно-комплекс „Огњиште”
Етно-комплекс „Огњиште” се налази у засеоку Бјеле Воде села Поднемић, на територији општине Љубовија. Од Љубовије је удаљен четири километра у правцу Бајине Баште, магистралним путем, са којег путоказ упућује према засеоку.